# Солоноводна і прісноводна економічна теорія
Солоноводна та прісноводна економічні школи (англ. Saltwater and freshwater economics) — це два різні підходи до макроекономічного аналізу, які сформувалися в США в другій половині XX століття.
Прихильники «прісноводної» школи наголошували на важливості державної економічної політики. Вони вважали, що урядова політика, виражена в правилах, регуляторах, системах оподаткування та соціальних програмах, має ключове значення для здатності економіки протистояти шокам і забезпечувати довгостроковий добробут громадян.
Цей новий підхід був зосереджений та активно розвивався в основному на факультетах таких університетів, як Чиказький університет, Університет Карнегі-Меллон, Корнелльський університет, Північно-Західний університет, Університет Міннесоти,  Університет Вісконсину у Медісоні і Рочестерський університет. Їх назвали «прісноводною школою», оскільки ці міста — Чикаго, Піттсбург, Ітака, Міннеаполіс, Медісон, Рочестер тощо — розташовані поблизу північноамериканських Великих озер.
Сформований альтернативний методологічний підхід до макроекономічних досліджень в першу чергу відстоювали економісти з університетів та інших установ, розташованих на східному та західному узбережжі Сполучених Штатів. До них належали Університет Каліфорнії в Берклі, Університет Каліфорнії в Лос-Анджелесі, Браунський університет, Дюкський університет, Гарвардський університет, Массачусетський технологічний інститут, Пенсільванський університет, Принстонський університет, Колумбійський університет та Єльський університет. Тому цю групу часто називали «школою морської води».
На противагу своїм опонентам, представники солоноводної школи, переважно з престижних університетів на східному та західному узбережжях, наполягали на активній та дискреційній стабілізаційній ролі уряду. Вони вважали, що уряд має точно регулювати сукупний попит для згладжування економічних коливань. Солоноводні економісти також вимагали від економічних моделей більшої внутрішньої узгодженості порівняно з підходом прісноводної школи.

## Історія
Терміни «прісна вода» та «солона вода» вперше були використані економістом Робертом Е. Холом у 1976 році, щоб провести розмежування між поглядами цих двох груп економістів на проведення макроекономічних досліджень.
Сьогодні географічний контекст дихотомії солоної та прісної води більше не відповідає дійсності — погляди економістів початку нового тисячоліття змінилися й урізноманітнилися незалежно від того, хто і де з них працює. У своїй оглядовій статті 2006 року Грегорі Менк'ю пише:
|  | Стара приказка говорить, що наука розвивається похорон за похороном. Сьогодні, з перевагами довшої очікуваної тривалості життя, було б точніше (хоча і менш яскраво) сказати, що наука прогресує від пенсії до пенсії. У макроекономічній науці, коли старше покоління провідних вчених вийшло на пенсію або наблизилося до виходу на пенсію, його замінило молоде покоління макроекономістів, які прийняли культуру більшої ввічливості. Водночас сформувався новий консенсус щодо найкращого способу розуміння економічних коливань. Подібно до неокласично-кейнсіанського синтезу попереднього покоління, новий синтез намагається об'єднати сильні сторони конкуруючих підходів, які йому передували |

## Відмінності
Одна з ключових відмінностей між так званою «прісноводною» та «солоноводною» школами економіки полягала в їхніх висновках щодо впливу та відносної важливості структурної та дискреційної економічної політики.
Згідно з підходом «солоноводної школи», уряд має відігравати активну роль у стабілізації економіки протягом ділового циклу через дискреційні заходи, спрямовані на точне регулювання сукупного попиту.
Дослідники, пов'язані з «прісноводною школою», визнавали, що державна економічна політика має ключове значення як для здатності економіки реагувати на шоки, так і для її довгострокового потенціалу забезпечувати добробут громадян. Ця економічна політика визначається правилами та структурою економіки, такими як регулювання ринків, державні програми страхування, система оподаткування, ступінь перерозподілу тощо. Однак більшість дослідників «прісноводної школи» мали складнощі з визначенням механізмів, завдяки яким уряди можуть активно стабілізувати економіку шляхом дискреційних змін в обсягах державних видатків.